# وادی شحم
وادی شحم (به عربی: وادي الشحم) یک شهرداری در الجزایر است که در استان قالمه واقع شده‌است.
 وادی شحم  ۱۱٬۷۹۵ نفر جمعیت دارد.